# Calleulype
Calleulype är ett släkte av fjärilar. Calleulype ingår i familjen mätare.
Kladogram enligt Catalogue of Life:
| Calleulype | \| \| Calleulype borearia \| \| \| \| \| \| Calleulype evanescens \| \| \| \| \| \| Calleulype leechi \| \| \| \| \| \| Calleulype octoscripta \| \| \| \| \| \| Calleulype placida \| \| \| \| \| \| Calleulype propinqua \| \| \| \| \| \| Calleulype pseudolargetaui \| \| \| \| \| \| Calleulype whitelyi \| \| \| \| |
|            | \| \| Calleulype borearia \| \| \| \| \| \| Calleulype evanescens \| \| \| \| \| \| Calleulype leechi \| \| \| \| \| \| Calleulype octoscripta \| \| \| \| \| \| Calleulype placida \| \| \| \| \| \| Calleulype propinqua \| \| \| \| \| \| Calleulype pseudolargetaui \| \| \| \| \| \| Calleulype whitelyi \| \| \| \| |
|            | Calleulype borearia |
|            | |
|            | Calleulype evanescens |
|            | |
|            | Calleulype leechi |
|            | |
|            | Calleulype octoscripta |
|            | |
|            | Calleulype placida |
|            | |
|            | Calleulype propinqua |
|            | |
|            | Calleulype pseudolargetaui |
|            | |
|            | Calleulype whitelyi |
|            | |